# Kupferhof Stöck

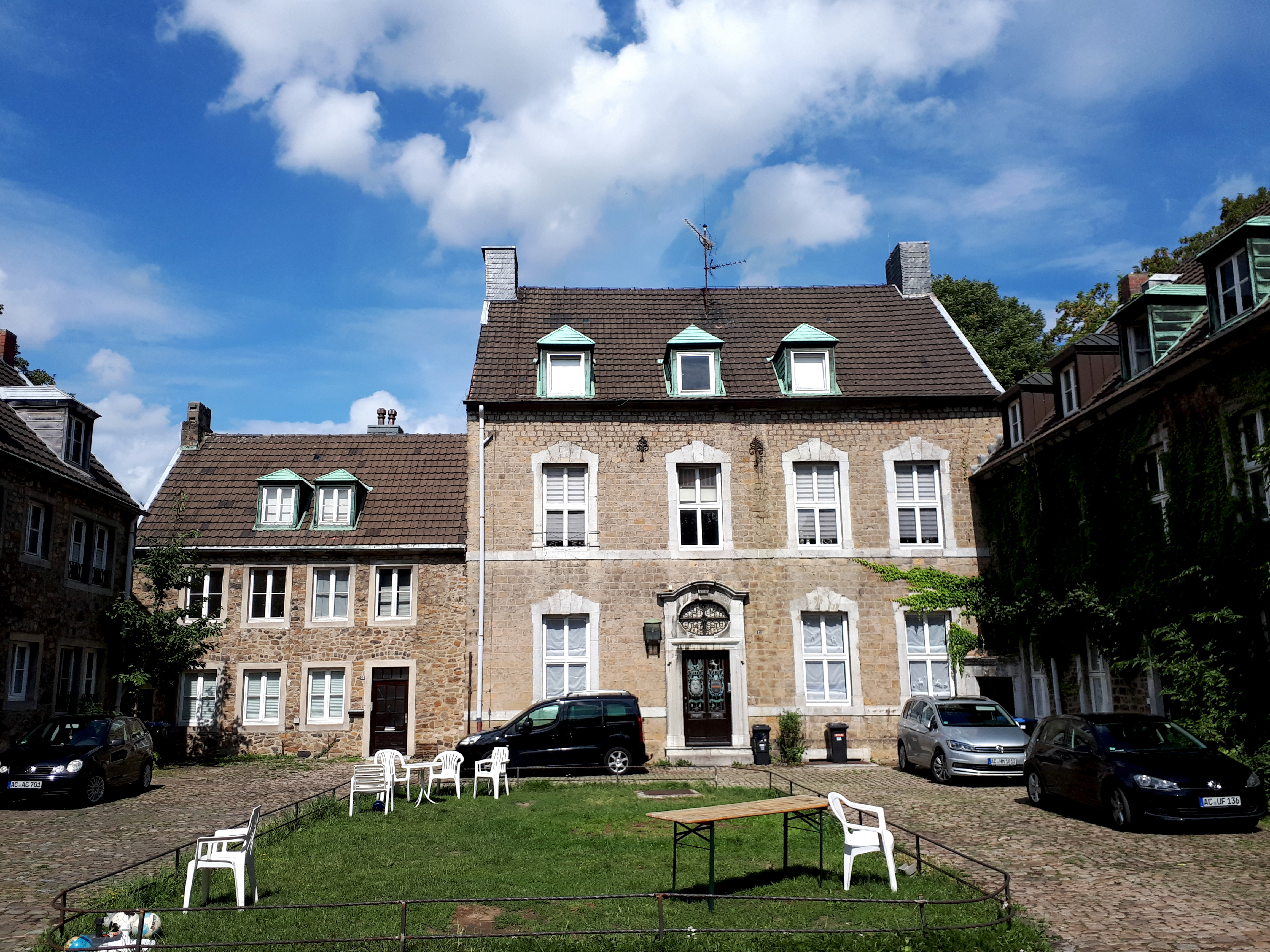
Kupferhof Stöck, Innenhof mit Herrenhaus

Der Kupferhof Stöck ist einer von mehreren ehemaligen Kupferhöfen in der Unterstadt von Stolberg im Rheinland in der Nähe des heutigen Mühlener Markts. Er wurde 1726 von Johann Adolph Peltzer (1664–1740) erbaut und durchlief seitdem mehrere Besitzerwechsel und Nutzungsänderungen. Lediglich das Herrenhaus und das Eingangsportal stehen seit 1985 unter Denkmalschutz.

## Geschichte

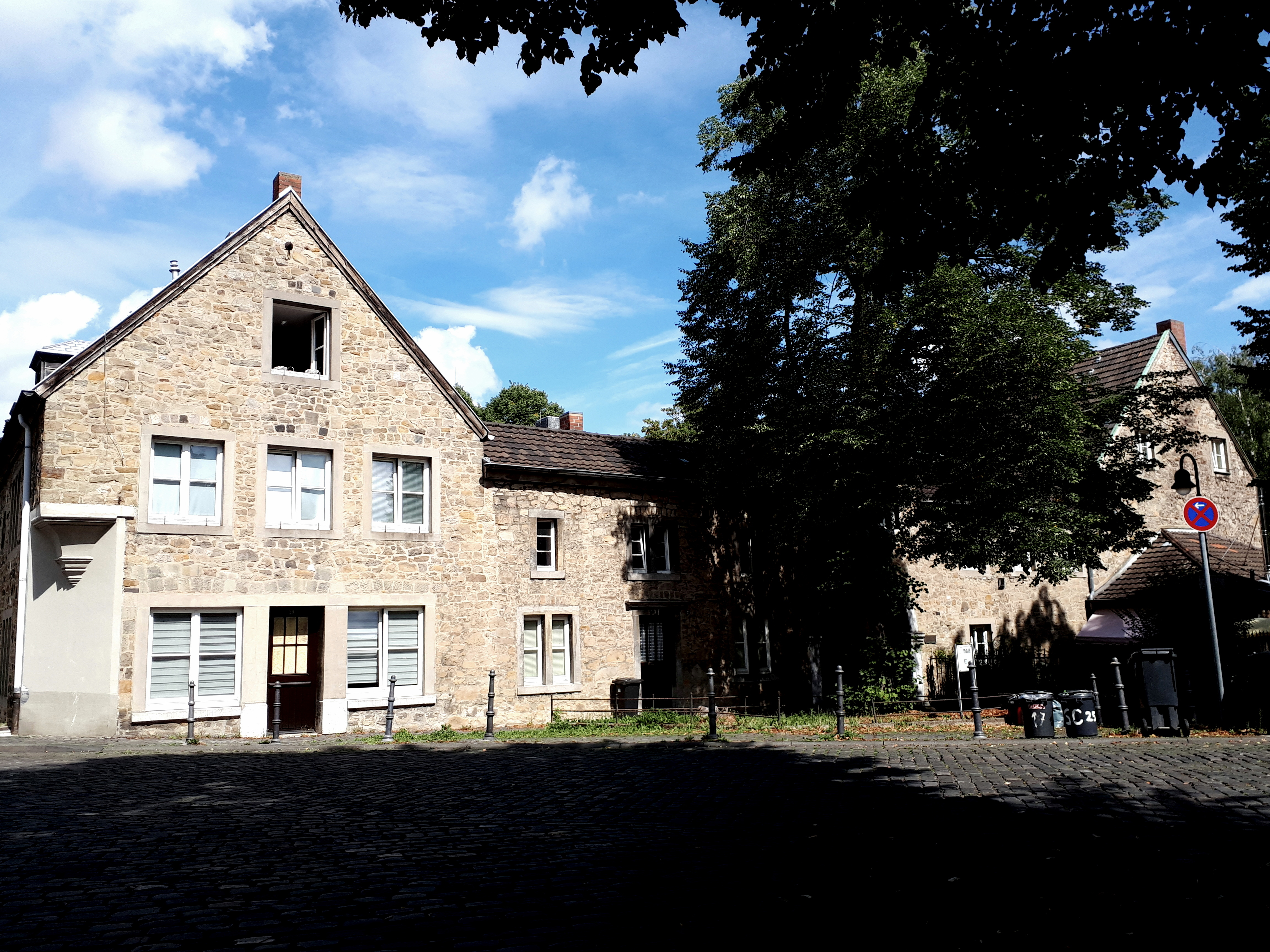
Kupferhof Stöck, Straßenfront

Nachdem zum Ende des 16. Jahrhunderts viele Aachener Familien, die zum reformierten Glauben übergetreten waren, ihre Heimatstadt wegen der dortigen Aachener Religionsunruhen verlassen mussten, kamen unter anderem die Kupfermeisterfamilien Lynen, Peltzer, Schleicher und Amya nach Stolberg, wo sie ein blühendes Messinggewerbe gründeten. Infolgedessen entstanden im Bereich des heutigen Mühlener Markts in Stolberg unter anderem die Jan-Ravens-Mühle und die Alte Krautlade sowie die Kupferhöfe Bierweide, Mommas Hof, Stürenhof, Unterster Hof, Weide und im Jahr 1726 durch Johann Adolph Peltzer auch der Kupferhof Stöck.
Dieser Kupferhof bestand aus einem älteren und von Peltzer übernommenen Bau, der zur Unterscheidung „Alte Stöck“ genannt wurde und einem neueren Trakt, nun die „Neue Stöck“ genannt. In die „Alte Stöck“, die sich rechts des neueren Gebäudes befand, zog ab 1735 Johann Adolphs Schwager und Familienangehöriger Theodor Peltzer (1684–1738) und seine Ehefrau Margaretha Prym ein, wogegen Johann Adolph selbst mit seiner Gattin Adelheid Prym, eine Schwester von Margaretha,  die „Neue Stöck“ bezog. Diese Aufteilung belegen zwei noch bis heute erhalten gebliebene Wappensteine mit den jeweiligen Allianzwappen der Familien: zum einen über dem Eingangsportal zum Kupferhof der Wappenstein aus dem Jahr 1726 mit den Anfangsbuchstaben der Namen „J.A.P.“ und „A.P.“, und zum anderen der Wappenstein von der alten Stöck am Wohnhaus mit der Aufschrift „Theodor Peltzer und Margaretha Prym 1735“. Unter letzterem Wappenstein wurde in späteren Jahren zu ebener Erde ein Sockel und zwischen Wappenstein und Sockel eine rechteckige Platte mit der Aufschrift: „Diese 3 Steine entstammen dem Tor des ehemals nebenan bestandenen Hofes, auch die Stöck genannt“ angebracht, wobei nicht geklärt werden konnte, was es mit dem „3.“ Wappenstein auf sich hat.
Betrieben wurde der Kupferhof Stöck von Johann Adolph Peltzer, da Theodor Peltzer bereits seit 1723 Besitzer und Leiter des Kupferhofs Weide war. Der Kupferhof Stöck wurde deshalb auch an Johann Adolph II. (1719–1780) und Johann Adolph III. Peltzer, Sohn und Enkel von Johann Adolph I. (* 1760) vererbt. Anschließend wurde der Hof über Susanne, eine Tochter  von Johann Adolph III. Peltzer, an deren Ehemann Heinrich Adam Lynen übertragen, der ihn seinerseits seinem Schwiegersohn Viktor Emil Peltzer (1805–1844) vererbte.
Über die weiteren Besitzer und Betreiber sowie über die spätere Schließung als Kupferhof und damit verbundenen Nutzungsänderungen liegen keine genauen Aufzeichnungen vor. Durch Kriegseinwirkungen im Zweiten Weltkrieg wurden die meisten Gebäudeteile des Komplexes unwiderruflich zerstört, lediglich die Fassade des Herrenhauses blieb in seiner ursprünglichen Form erhalten. Im Zuge des Wiederaufbaus des Gebäudekomplexes  wurde die derzeit vorhandene Wohnanlage eingerichtet und im Jahr 1985 das ehemalige Herrenhaus und das Eingangsportal unter Denkmalschutz gestellt.

## Charakteristik

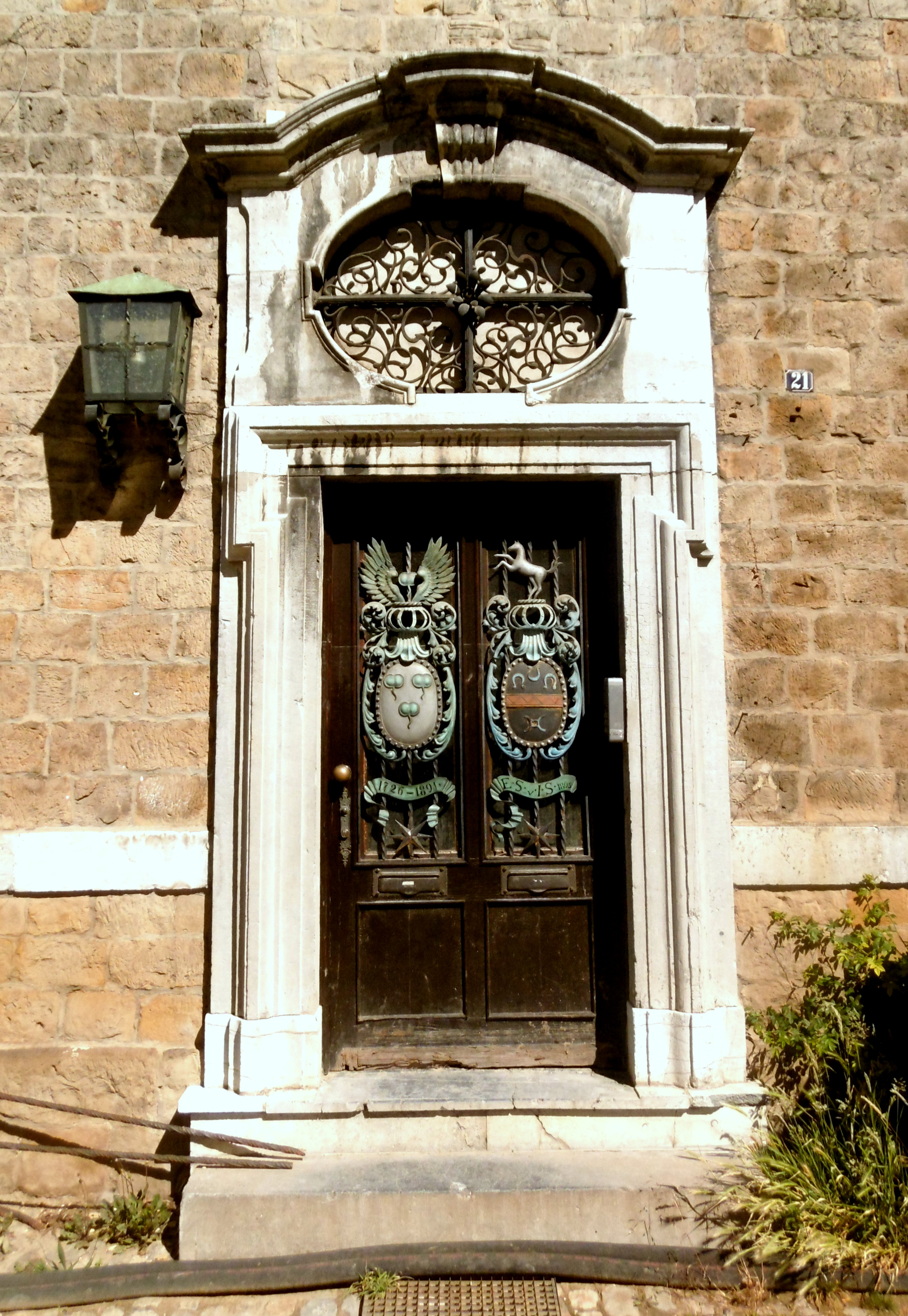
Allianzwappen an der Eingangstür
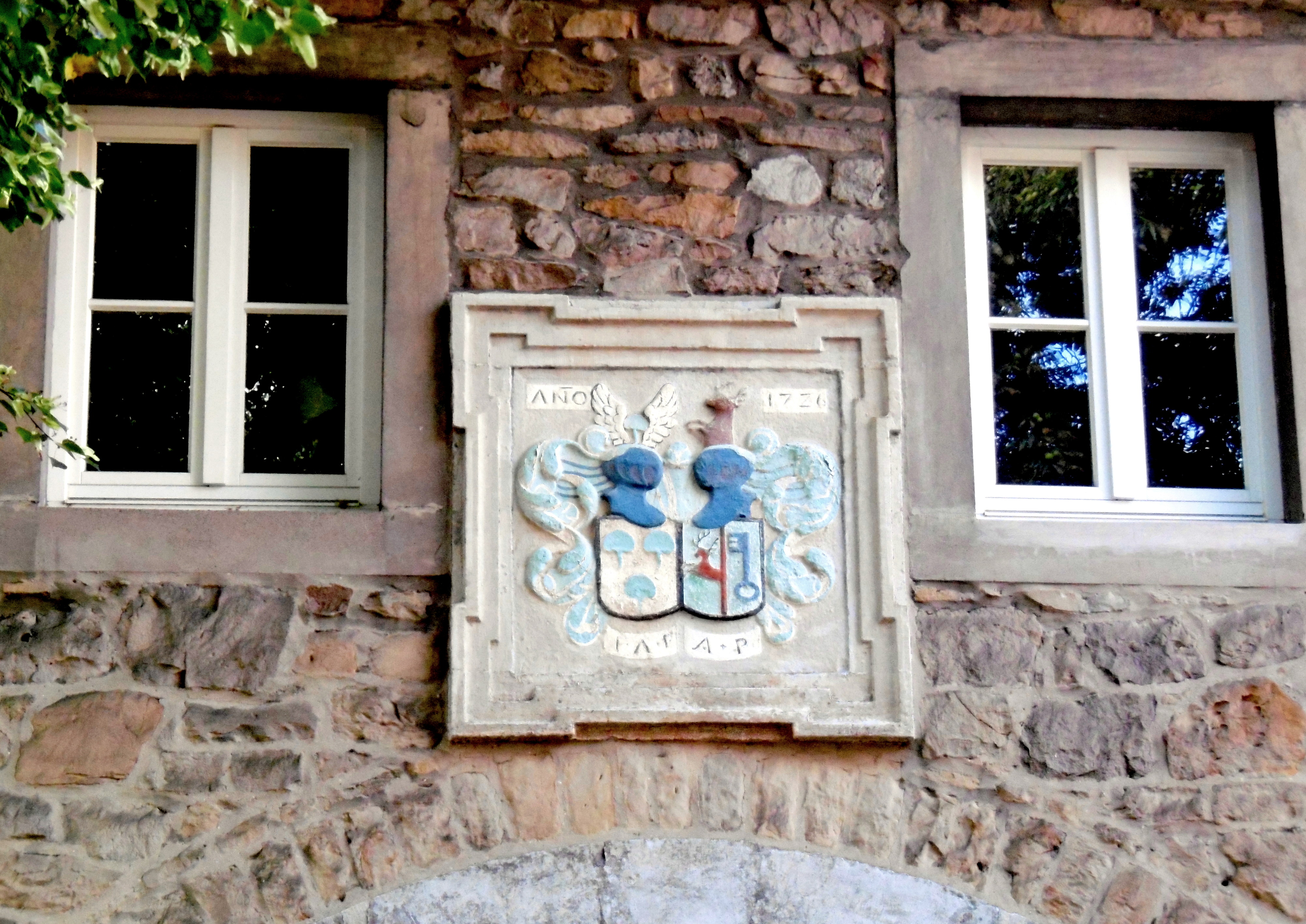
Allianzwappen Peltzer-Prym über der Tordurchfahrt

Der Kupferhof Stöck gehört zu den frühen Höfen seiner Art, die vorzugsweise als geschlossene Komplexe erbaut worden sind und dem Ganzen eine wehrhafte und verteidigungsfähige Anlage verleihen sollen. Auch der Hof Stöck ist ein solcher Vierkanthof, dessen Straßenfront durch die beiden mit Giebeldächern hervorstechenden Seitenflügel und deren Verbindungstrakt betont wird. In diesem befindet sich der mit Blausteinrahmen und barocken Verzierungen geschmückte Rundbogendurchgang, über dem der quadratische Wappenstein angebracht ist, auf dem reliefartig und farbig das Allianzwappen Peltzer-Prym aufgetragen ist.
Auffallend ist an dem nach alten Plänen wiederhergestellten Herrenhaus vor allem dessen kunstvoll ausgeführte Eingangstür, in dessen Türumrahmung oberhalb des Durchgangs ein ovales, aus Blaustein gefertigtes und mit einem schmiedeeisernen Gitter verziertes Ochsenauge eingebaut ist, das den barocken Stil der Anlage betont. Die kräftige Holztür ist mit zwei vertikal-rechteckigen Bleiglasfenstern ausgestattet, die ebenfalls mit schmiedeeisernen Gittern bestückt sind, auf denen wiederum die farblich betonten Wappen der Familien Peltzer und Prym dekorativ angebracht sind.